# Boaz Kramer
Boaz Kramer (en hebreo: בועז קרמר‎) (12 de enero de 1978) es un jugador de tenis en silla de ruedas israelí.

## Biografía
Boaz nació en 1978, con su brazo izquierdo y ambas piernas parcialmente paralizados. A la edad de cinco años comenzó a practicar deporte para discapacitados en el "Centro de Deportes para Personas con Discapacidad". Se dedicó a la práctica de baloncesto en silla de ruedas y tenis en silla de ruedas, y es con este último deporte con el que compite internacionalmente. Junto al deporte, Kramer también estudió medicina en la Universidad de Tel Aviv, pero suspendió los estudios para dedicarse de lleno al deporte.
Desde 2009 se desempeña como Director Ejecutivo Adjunto del Centro de Israel Deporte para Personas con Discapacidad, una de las más avanzadas instituciones deportivas para discapacitados en el mundo. Kramer está casado con Shirley Faitelson, y son padres de una hija, llamada Rommy.

## Trayectoria deportiva
Kramer comenzó a competir internacionalmente en 2005, bajo la dirección del entrenador Kobi Wiener. Entre sus logros, Kramer conquistó el tercer lugar en la Copa de las Naciones, celebrado en Brasil en 2005, llegó a las semifinales en dobles British Open en 2006, y ganó el Campeonato Abierto de Sudáfrica en 2007 y el Abierto de Florida del mismo año. 
En 2008 fue 16º en el ranking mundial. Para la participación de los Juegos Paralímpicos de Pekín 2008, Kramer fue elegido por el Comité Paralímpico Israelí, junto con Shraga Weinberg, compañero de juego para el torneo tenis en silla de ruedas dobles. También compitió en el evento individual y fue eliminado por el número 3 del mundo, World Taylor. En el torneo de dobles conquistó la plata junto a Weinberg.
En el Campeonato del Mundo en Sudáfrica en abril de 2011, conquistó la medalla de plata junto a Kramer Weinberg.